# Surdimientu
Surdimientu (špansko Surgimiento, vzpon) je obdobje v zgodovini asturleonščine, ki se je začelo v Asturiji na koncu Francove diktature v Španiji. Deli se na tri dobe, ko so nastala literarna dela v asturijščini po novih smereh. Veliko novih avtorjev in pesnikov je obogatilo novo asturijsko književnost s kakovostnimi literarnimi umetnami.
Surdimientu je najpomembnejše obdobje v razvoju asturijščine od 17. stoletja.

## Prvi surdimientu (1974–1988)
Leta 1974 so ustanovili društvo Conceyu Bable, ki se je prvič začelo ukvarjati s kodificiranjem asturijskega jezika in vključiti v univerzitetno področje. Leta 1980 je bila ustanovljen uradni inštitut asturijščine Asturijska jezikovna akademija (Academia de la Llingua Asturiana).
Prvi surdimientu je prinesel razcvet predvsem v pesništvu s pesniki kot Manuel Astur, Xuan Xosé Sánchez Vicente, Teresa González ali Andrés Solar. V prozi so bili najpomembnejši avtorji Miguel Solís Santos, Vicente García Oliva in Carlos Rubiera.

## Drugi surdimientu (1988–2006)
Leta 1988 je društvo Amigos de los bables objavilo razglas v dnevniku La Nueva España z naslovom la Asturias pensante y sensata, v katerem so poklicali asturijske književnike k iskanju novih smeri. Doslej je bila asturijska književnost namreč nepolitična in se ni ukvarjala z družbenosocialnimi temami.
Drugi surdimientu je prinesel t. i. književno zrelost v asturijskem jeziku. V veliki meri se je obnovil pesniški jezik in so se razširila tematična obzorja.
V pesništvu sta najpomembnejša predstavnika Xuan Bello in Berta Piñán. Tudi je omembe vredno pesništvo naslednjih pesnikov: Lourdes Álvarez García, Aurelio González Ovies, Esther Prieto, Pablo Antón Marín Estrada in Antón García.
Bile so velike spremembe tudi v leposlovni prozi, ki so jih dosegli avtorji Xuan Bello, Adolfo Camilo Díaz, Ismael González Arias, Milio Rodríguez Cueto, Pablo Antón Marín Estrada, Miguel Rojo in Xandru Fernández.

## Postsurdimientu (2006–)
Tretje obdobje je deloma preporod asturijskega gledališča, odmik od navezanosti na staro tradicijo, čeprav je še danes priljubljena stara gledališka kultura v Asturiji.
Literarna revija Formientu (ustanovljena l. 2006) je odprla nove perspektive, da naj vključi asturijsko književnost v obdobje 21. stoletja. Nastopajo mladi avtorji kot Quique Faes, Pablo Rodríguez Medina, Ana Vanessa Gutiérrez, Ignaciu Varillas in Pablo Texón ter Pablo Martin Testa, ki ubere bolj politične in nonkonformistične strune.